# キッシング・トゥ・ビー・クレヴァー
『キッシング・トゥ・ビー・クレヴァー』(Kissing to Be Clever)は、英国のバンドのカルチャー・クラブのデビュー・アルバムで、1982年10月8日にイギリスで発売された。アルバムにはバンドが世界的にブレイクするきっかけになった「君は完璧さ」が収録されており、同曲はバンドの母国イギリスで1位になっただけでなく、世界中のチャートでトップ10に入った。アルバムは全世界で400万枚を売り上げた。アメリカでは100万枚を売り上げ、RIAAによってプラチナ認定を受けている。
日本の初版は『ミステリー・ボーイ』という邦題で発売されたが、後のプレスで原題に準拠するようになった。

## トラックリスト
全曲カルチャー・クラブによる作詞作曲。

### 世界向け（ヴァージン・レコード）
1. "White Boy" [Dance Mix] – 4:40
2. "You Know I'm Not Crazy"（「知ってるくせに」） – 3:36
3. "I'll Tumble 4 Ya"（「君のためなら」） – 2:36
4. "Take Control"（「お気に召すまま」） – 3:09
5. "Love Twist" [Featuring Captain Crucial] – 4:23
6. "Boy Boy (I'm the Boy)" – 3:50
7. "I'm Afraid of Me" [Remix] （「あしたのボクは？（リミックス）」）– 3:16
8. "White Boys Can't Control It"（「悲しくホワイト・ボーイ」） – 3:43
9. "Do You Really Want to Hurt Me" – 4:22

#### 2003年 再発版ボーナストラック
1. "Love Is Cold (You Were Never No Good)" – 4:24
2. "Murder Rap Trap" – 4:23
3. "Time (Clock of the Heart)" – 3:45
4. "Romance Beyond the Alphabet" – 3:49

### アメリカ向けリリース（エピック・レコード）
Side one
1. "Do You Really Want to Hurt Me" – 4:22
2. "I'm Afraid of Me" [Remix] – 3:16
3. "You Know I'm Not Crazy" – 3:36
4. "I'll Tumble 4 Ya" – 2:36
5. "Love Twist" [Featuring Captain Crucial] – 4:23

Side two
1. "Time (Clock of the Heart)" – 3:41 （オリジナル盤未収録）
2. "White Boy" [Dance Mix] – 4:40
3. "Boy Boy (I'm the Boy)" – 3:50
4. "White Boys Can't Control It" – 3:43
5. "Take Control" – 3:09

- エピックが発売したアメリカ向けのカセット・テープにはSide 1に「君は完璧さ」のダブ・ヴァージョン、Side2に「タイム」のインストゥルメンタル「ロマンス・ビヨンド・ザ・アルファベット」が追加収録されていたが、その後のプレスでは世界向けのトラックリストに準拠するようになった。

## パーソネル

### カルチャー・クラブ
- Boy George – ヴォーカル
- Michael Craig – ベース
- Roy Hay – ギター、ピアノ、キーボード、シタール、エレクトリック・シタール
- Jon Moss – パーカッション、ドラム

### 参加ミュージシャン
- Keith Miller – シンクラヴィア
- Terry Bailey – トランペット
- Colin Campsie – バック・コーラス
- Nicky Payne – フルート、ハーモニカ、サクソフォン
- Denise Spooner – バック・コーラス
- Helen Terry – バック・コーラス
- Phil Pickett – キーボード、バック・コーラス
- Trevor Bastow – ストリングス・アレンジメント

### プロダクション
- Steve Levine – プロデューサー、エンジニア
- Gordon Milne – アシスタント・エンジニア、ミキシング
- Jon Moss – ミキシング、ドラム・プログラミング
- Keith Miller – シンクラヴィア・プログラミング
- Jik Graham – カバー・デザイン、ロゴ
- Andy Phillips  - 写真
- Mark Lebon – 写真
- Jackie Ball – アートワーク
- Nick Egan – ロゴ

## チャート
| チャート (1982-1983年)                        | 最高位 |
| --------------------------------------------- | ------ |
| オーストラリア (Kent Music Report)            | 12     |
| オーストリア (Ö3 Austria)                     | 6      |
| カナダ (RPM)                                  | 2      |
| オランダ (MegaCharts)                         | 10     |
| フィンランド (スオメン・ヴィラリネン・リスタ) | 19     |
| ドイツ (Offizielle Top 100)                   | 8      |
| 日本 (オリコン)                               | 7      |
| ニュージーランド (RMNZ)                       | 2      |
| ノルウェー (VG-lista)                         | 3      |
| スウェーデン (Sverigetopplistan)              | 3      |
| UK アルバムズ (OCC)                           | 5      |
| US Billboard 200                              | 14     |
| US Top R&B/Hip-Hop Albums (Billboard)         | 24     |

| チャート (1982年)        | 順位 |
| ------------------------ | ---- |
| オランダ (Album Top 100) | 86   |

| チャート (1983年)                                  | 順位 |
| -------------------------------------------------- | ---- |
| ドイツ (Offizielle Top 100)                        | 40   |
| 全米 Billboard 200                                 | 9    |
| 全米 トップ R&B/ヒップホップ・アルバム (Billboard) | 31   |

## 認定と売上
| 国/地域                    | 認定        | 認定/売上数 |
| -------------------------- | ----------- | ----------- |
| カナダ (Music Canada)      | 3× Platinum | 300,000^    |
| デンマーク (IFPI Danmark)  | Gold        | 50,000^     |
| ニュージーランド (RMNZ)    | Gold        | 7,500^      |
| スウェーデン (GLF)         | Gold        | 50,000^     |
| イギリス (BPI)             | Platinum    | 300,000^    |
| アメリカ合衆国 (RIAA)      | Platinum    | 1,000,000^  |
| 概要                       |             |             |
| 全世界                     |             | 4,000,000   |
| ^ 認定のみに基づく出荷枚数 |             |             |

## 発売日
| 国       | 日付 | レーベル             | 発売形態 | カタログ |
| イギリス | 1982 | ヴァージン・レコード | LP       | V2232    |
| イギリス | 1983 | ヴァージン・レコード | CD       | 91390    |
| 全米     | 1982 | エピック/ヴァージン  | LP       | FE 38398 |
| 全米     | 1990 | エピック/ヴァージン  | CD       | V2-86179 |
| 全米     | 2003 | エピック/ヴァージン  | CD       | 92404    |